# Canthon hartmanni
Canthon hartmanni là một loài bọ cánh cứng trong họ Bọ hung (Scarabaeidae).